# Karl Emanuel Tscharner

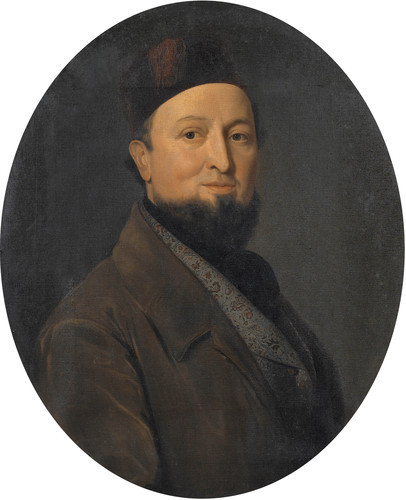
Johann Friedrich Dietler, Karl Emanuel Tscharner (um 1860)

Karl Emanuel (von) Tscharner (* 14. Februar 1791 in Bern; † 7. Januar 1873 in Bern) war ein Schweizer Bildhauer.
Tscharner, der der Berner Patrizierfamilie von Tscharner entstammte, war ein Schüler Valentin Sonnenscheins. Er war Offizier der Schweizergarde in Paris. Von seinem Vater Beat Emanuel Tscharner erbte er den Landsitz Lohn in Kehrsatz. Er war Grossrat, 1827 Amtsstatthalter in Signau und von 1831 bis 1834 Stadtrat in Bern. Sein Bruder war Albrecht Friedrich Tscharner (1780–1862), Regierungsrat.

## Werke
- Zähringerdenkmal, 1846 (signiert als C. TSCHARNER inv. et mod. BERN 1846)
- Pietà im Berner Münster